# Portal 2
Portal 2 är ett datorspel (pusselspel), som utvecklats av Valve Corporation. Portal 2 är uppföljaren till det kritikerrosade Portal. Spelet började säljas 19 april 2011, till Windows, Mac OS, Xbox 360 och Playstation 3.
Portal 2 inkluderar till skillnad från Portal ett multiplayer-samarbetsläge för två spelare.

## Gameplay
Portal 2 fortsätter att utmana spelaren att lösa logiska pussel i testkammare i Aperture Science Enrichment Center med hjälp av en Portal Gun (Aperture Science Handheld Portal Device), ett verktyg som kan skapa två portaler som är länkade med varandra: det som kommer in genom den ena kommer ut genom den andra. Spelaren löser pusslen genom att använda portalerna för att förflytta sig eller objekt genom kamrarna på sätt som inte skulle vara möjliga utan Portal Gun. Portal Guns funktion har inte förändrats mellan spelen, men i Portal 2 kan spelare få fysiska effekter att "läcka" genom portalerna. Game Informer gav i sin artikel om Portal 2 två exempel på detta: Det ena var förmågan att leda luftströmmen som skapas av luftfyllda transportrör genom ett par portaler för att välta en Turret eller suga in objekt i röret, genom portalerna. Det andra exemplet var att omdirigera dragstrålar genom portaler för att förflytta Chell eller andra objekt till annars onåbara platser. Spelet introducerar också en speciell sorts "målarfärg", som kan användas för att påverka en del fysiska effekter på ytor (exempelvis så finns det en orange målarfärg som, när Chell går på den, ger henne hög fart). Spelaren kommer att behöva ta reda på hur man, med hjälp av portaler, transporterar färgen till lämpliga ytor för att ta sig vidare. Färgen kan också placeras på objekt, såsom Weighted Storage Cubes, och därmed påverka objektets egna fysiska natur. Utöver Storage Cube, finns det nya typer av objekt som hjälper spelaren, däribland Redirection Cubes med spegelytor, Aerial Faith Plates och Edgeless Safety Cubes. Den sistnämnda gjorde även ett kort framträdande i det första spelet, där den i en av de så kallade avancerade testkamrarna tog Weighted Companion Cubes plats.
Medan det mesta av singleplayer-läget kommer att äga rum i de testkammare som Glados eller hennes Personality Cores har skapat, kommer spelaren ibland tvingas att gå "bakom kulisserna" i områden bortom testkamrarna medan de omkonfigureras, vilket lämnar spelaren fri från Gladoss övervakning och kontroll.
Spelet kommer att inkludera ett tvåspelar-samarbetsläge utöver singleplayer-läget. Båda spelarna kontrollerar separata Portal Guns, och kan använda den andres portaler när det behövs. På grund av antalet möjliga portalkombinationer, är testkamrarna i multiplayer-läget svårare än singleplayer-läget, för att uppmuntra spelarna att samarbeta. Detta inkluderar komplicerade laseromdirigeringar med hjälp av båda uppsättningarna med portaler, eller att jobba i två separata kammare, och utföra handlingar i sin egen sida av kammaren, vilket låter den andra spelaren gå vidare i sin. Spelet inkluderar röstkommunikation mellan spelare för det här läget, liksom split-screen för spelare som spelar lokalt. Spelare har förmågan att utplacera ikoner i spelets nivåer för att informera den andre spelaren om vad den ska göra.

## Handling
Spelarfiguren Chell vaknar i ett motellrum som förfallit under många år. Personlighetskärnan Wheatley fritar henne, och motellrummet visar sig vara en del av Aperture Sciences enorma anläggning. Tillsammans tar de sig genom de övervuxna testkamrar som användes i första spelet, till Glados näste, för att kunna ta sig ut ur anläggningen. Wheatley råkar återuppväcka Glados, som sätter Chell i testkamrarna igen för att fortsätta med försöken under resten av Chells liv. Wheatley fritar Chell ännu en gång, och tillsammans saboterar de tillverkningen av turrets (talande kulsprutestativ) och nervgas för att avväpna Glados. De återvänder till Glados näste, där Chell sätter fast Wheatley på Glados kropp. I den nya kroppen får Wheatley makt över hela anläggningen, och drabbas av hybris. Han sätter fast Glados personlighet i ett potatisbatteri, och knuffar ner Chell och potatisen i ett djupt hiss-schakt. Glados berättar under det långa fallet att Wheatley konstruerades i syfte att vara obegåvad, och genom sina dåliga beslut göra Glados mindre farlig.
Chell landar i en grotta flera kilometer under markytan, i en övergiven forskningsanläggning som Aperture Science använde från 1950-talet fram till 80-talet. Hon ledsagas av inspelade meddelanden från företagets sedan länge avlidne ägare Cave Johnson och hans assistent Caroline. Av inspelningarna framgår att Johnson blev allt mer galen, samtidigt som företaget gick allt sämre. Under företagets guldålder rekryterades krigshjältar, astronauter och olympier som försökspersoner, men efter hand övergick de till att använda hemlösa och luffare, och till sist tvingades de anställda själva utföra försöken. Inför Johnsons död fick Caroline sin personlighet överförd till Glados, som tog över driften av Aperture Science. Chell tar sig genom flera testkamrar från 1900-talet, återfinner hon Glados i potatisen i ett fågelbo, och sätter fast potatisen på portalkanonen. Hon tar sig upp till anläggningarna på ytan för att stoppa Wheatley, innan hans inkompetens förstör hela anläggningen. När de återvänder tillfångatar Wheatley Chell, och börjar bygga upp nya testkamrar i hennes väg, eftersom Glados kropp är hårdkodad för detta ändamål.
Efter flera övningar kommer Wheatley med en överraskning. Han har hittat två robotar för portalförsök, och anser nu att Chell är överflödig. Wheatley använder robotarmar och andra anordningar för att försöka döda Chell, men hon undkommer, och tar sig tillbaka till Wheatleys näste. I en duell försvagar Chell Wheatley genom att sätta fast korrumperade personlighetskärnor på hans kropp. För att sätta in Glados i kroppen igen behöver Chell trycka på en knapp, men Wheatley har försåtsminerat knappen. Genom ett hål i taket får Chell syn på månen, och skjuter en portal på månytan. Wheatley och Chell sugs genom portalen ut i rymden, men Glados tar över kroppen, drar in Chell, och lämnar Wheatley i rymden tillsammans med en annan personlighetskärna som pratar oavbrutet om rymden. Glados väljer att frige Chell, som tar hissen upp till jordytan.

## Rollista
- Alesia Glidewell / Mary Kae Irvin - Chell
- Ellen McLain - GLaDOS / Turrets / Caroline
- Stephen Merchant - Wheatley
- J.K. Simmons - Cave Johnson
- Joe Romersa - Annonsör
- Nolan North - Space Core / Fact Core / Adventure Core / Defective Turrets
- Dee Bradley Baker - Atlas / P-Body

### Kooperativ handling
Två nya karaktärer introducerades för multiplayer-samarbetsläget, vilket utspelar sig på en egen plats, och har en egen handling. Dessa två är P-body, en Turret och Atlas, en Personality Core, som båda har modifierats; båda enheterna har nu armar och ben, och är utrustade med var sin Portal Gun. Trots att de en gång var en del av Aperture Sciences nätverk, har de utvecklats till självständiga enheter, och behandlas med samma form av missbruk av Glados som hon utsätter Chell för, och blir tvungna att gå igenom en rad komplicerade testkammare.

## Utveckling

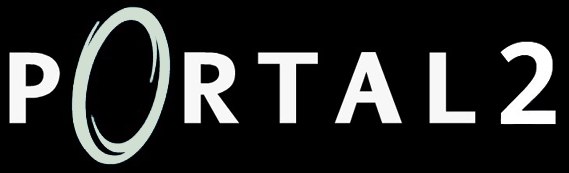
Portal 2:s beta-logotyp, som användes i Game Informers artikel

Under utvecklingen av Portal 2 var det mycket övervakning från allmänheten och flera rykten var i cirkulation. Bland annat att Portal 2 skulle utspela sig före Portal. Detta baserades på att Valve sökte röstskådespelare för rollen som Aperture Sciences före detta VD, Cave Johnson, som i det första spelet är död. Senare rykten påstod att Portal 2 är en uppföljare och förklarade att Johnsons medvetande är "uppladdat" till en dator, och att han eventuellt skulle ha samma AI-roll som Glados hade i Portal.  Det visade sig att Portal 2 trots allt var en uppföljare men att Cave Johnson fortfarande var död och hans röst fanns med i spelet enbart som en inspelad röst.

### Utannonsering
Valve utannonserade Portal 2 på spelkonferensen E3 den 5 mars 2010 . Detta efter en vecka av patcher till originalspelet som innehöll ledtrådar om nyheten som tillsammans bildade ett så kallat Alternate reality game  (ARG).

## Mottagande
Game Informer gav Portal 2 utmärkelserna Best of Show, Best Multiplatform och Best Puzzle Game och Ripten gav den utmärkelserna Best Overall Game, Best PC Game och Best Puzzle Game i samband med E3 2010.